# Quest for Glory: So You Want to Be a Hero
Quest for Glory: So You Want to Be a Hero (ursprungligen utgivet som Hero's Quest: So You Want to Be a Hero) är ett datorspel, som är en slags hybrid mellan äventyrsspel och datorrollspel. Spelet gjordes av Sierra On-Line och släpptes 1989. Det är det första spelet i Quest for Glory-serien.
När spelet börjar finns det tre yrken att välja mellan, man kan antingen vara krigare, magiker eller tjuv. Vilken roll man spelar har viss betydelse för hur spelet utvecklar sig.
I spelet är man en frilansande hjälte som ska åta sig en rad uppdrag i och kring den lilla staden Spielburg som härjas av flera råa typer.
Spelet släpptes ursprungligen som Hero's Quest: So You Want to Be a Hero men återutgavs senare under sitt nuvarande namn på grund av en konflikt med utgivarna av brädspelet HeroQuest.